# Bezzia zajantshkauskasi
Bezzia zajantshkauskasi är en tvåvingeart som beskrevs av Remm 1966. Bezzia zajantshkauskasi ingår i släktet Bezzia och familjen svidknott. Inga underarter finns listade i Catalogue of Life.